# Gorzów (Petite-Pologne)
Pour les articles homonymes, voir Gorzów.
Gorzów est une localité polonaise de la gmina de Chełmek, située dans le powiat d'Oświęcim en voïvodie de Petite-Pologne.